# Balderik I van Luik
Balderik I van Luik (gestorven 29 juli 959) was bisschop van Luik van 955 tot 959. 
De moeder van Balderik was de zuster van de graven Reinier III van Henegouwen en Rudolf I van Haspengouw, en de schoonzus van bisschop Balderik van Utrecht (918-975).
Tegen de koninklijke wil werd hij nog als kind tot bisschop verkozen waarvoor bisschop Rather (953-955) moest wijken. Hij verkreeg de bisschopszetel dankzij de steun van zijn ooms Balderik, bisschop van Utrecht, graaf Reinier III van Henegouwen en graaf Rudolf I van Haspengouw. Hij werd ook abt van abdij van Lobbes.
Hij stierf aan een besmettelijke ziekte.